# Har Nadav
Har Nadav (hebrejsky: הר נדב) je vrch o nadmořské výšce cca 500 metrů v severním Izraeli, v Dolní Galileji.
Leží necelé 2 kilometry severovýchodně od centra Nazaretu. Má podobu výrazného návrší, které je součástí vysočiny Harej Nacrat a dominuje ze severu historickému Nazaretu. Vrcholové partie hory jsou z větší části stavebně využity pro zástavbu města Nazaret Ilit. Pouze severní svah, při lokální silnici 754, má fragment volné krajiny. Na severovýchodní straně terén dále stoupá směrem k hoře Har Jona. Na západ odtud navazuje hora Har Avihu.